# Coreia do Sul nos Jogos Olímpicos de Inverno de 1956
A Coreia do Sul competiu nos Jogos Olímpicos de Inverno de 1956, realizados em Cortina d'Ampezzo, Itália.